# Alejandro Falla
Alejandro Falla (Cali, Colombia; 14 de noviembre de 1983) es un extenista
profesional y periodista deportivo colombiano. Perteneció por muchos años al equipo Colsanitas. Actualmente trabaja en DIRECTV Sports.
Su actuación más importante fue llegar a la cuarta ronda de Roland Garros en 2011 y llegar a 2 finales de torneos ATP250.
Su ranking más alto alcanzado a nivel individual fue el número 48, alcanzado el 16 de julio de 2012. Mientras que en dobles alcanzó el puesto 130 el 3 de agosto de 2009.
En su carrera venció a grandes jugadores como Mardy Fish, Nikolái Davydenko, Tommy Haas, John Isner, Fernando Verdasco, Thomaz Bellucci, Gael Monfils, Lleyton Hewitt, Ivan Ljubičić, Janko Tipsaverić, Ivo Karlović, Marcel Granollers, Juan Martín del Potro, Florian Mayer, y Juan Ignacio Chela.
Es el mayor de una exitosa generación de tenistas colombianos junto a Santiago Giraldo y Alejandro González, top 70 en individuales, y Juan Sebastián Cabal y Robert Farah top 1 en dobles.
En su carrera, consiguió 4 victorias frente a tenistas Top-10; Nikolái Davydenko, Tommy Haas, Mardy Fish y John Isner.

## Biografía
Empezó a jugar tenis a los seis años con su padre Jorge, un entrenador de tenis quien vive ahora en Nápoles, Florida. La primaria y parte del bachillerato los hizo en el colegio Los Andes de Popayán, la ciudad en donde se hizo tenísticamente, pues su padre le enseñó a jugar en las canchas del Club Campestre de Popayán. Posteriormente se fue para Cali donde estudió en el Colegio Los Ángeles de San Fernando, donde se graduó en 2001. Sus ídolos son Pete Sampras y Boris Becker, Prefiere las canchas duras y su mejor golpe es el de derecha. Su experiencia más memorable fue jugar contra Roger Federer en Wimbledon en el 2010. Es entrenado por Ramón Delgado, extenista profesional paraguayo.

## Carrera junior
En 2000, debutaría en un torneo Future en Colombia F1, perdiendo en primera ronda contra el argentino Patricio Rudi por 2-6 y 1-6, y en ese mismo año conseguiría su primera victoria en Colombia F2 al ganarle a Giovanni Lapentti por 7-6 (4) y 6-1, pero perdería contra el italiano Leonardo Azarro por 4-6 y 2-6. En 2002 llegaría a sus 2 primeras finales Future en Colombia F1 y F2, perdiendo contra Pablo González y Eduardo Bohrer respectivamente, y en 2003 ganaría su primer torneo Future al vencer en la final al brasileño Thiago Alves por 7-5 y 6-3.

## Carrera profesional

### 2004
Participó en su primer torneo Challenger en el Salinas, perdiendo contra el holandés John van Lottum por 4-6, 6-1, y 6-7(1). Falla debutó en un torneo de Grand Slam, en Roland Garros, ganándole al danés Kristian Pless por 6-2, 4-6, 6-2 y 6-1, pero pierde contra David Nalbandián por 7-5,0-6, 2-6 y 0-6 en segunda ronda. En Wimbledon llegó hasta segunda ronda, perdiendo contra el gran tenista suizo Roger Federer por sets corridos de 1-6, 2-6, 0-6, en Washington pierde en segunda ronda ante Lleyton Hewitt por 3-6 y 2-6, y en Delray Beach pierde en primera ronda ante Vincent Spadea por 6-4, 5-7, y 1-6.

### 2005
Participa en Washington, donde pierde en primera ronda ante Paul Goldstein por 3-6 y 2-6. Es finalista en el Challenger de Pozoblanco, en el que cae en la final frente a chipriota Marcos Baghdatis por 6-3 y 6-3.

### 2006
En el torneo de Roland Garros le ganó al tenista estadounidense Justin Gimelstob en primera ronda por sets de 6-4, 6-4 y 6-2, y pierde en segunda ronda ante Roger Federer por sets de 1-6, 4-6, y 3-6. En Wimbledon le ganó al gran tenista ruso Nikolái Davydenko en primera ronda por sets de 2-6, 7-6(4), 7-6(8), 6-3, pero cae ante Philipp Kohlschreiber en segunda ronda por 6-4, 6-4, 3-6, 7-6(1).
En el Masters de Canadá pierde en primera ronda ante el coreano Hyung-Taik Lee por 0-6, 7-6(5), 1-6. En el US Open le ganaría a Juan Martín del Potro, posterior campeón del torneo en 2009, por 7-6(3), 6-2, 4-6, 7-5, pero perdería en segunda ronda ante el ruso Dmitri Tursúnov.
En el Torneo de Viena, pierde ante Richard Gasquet en primera ronda, y en el Masters de Madrid sería eliminado por Julien Benneteau. Para terminar el año participaría en Lyon, donde no pasa de primera ronda a causa de Cyril Saulnier.

### 2007
En el Torneo de Roland Garros, Falla cayó en primera ronda ante al argentino Martín Vassallo Arguello por sets de 6-3, 6-3, 6-7 y 7-6. En Wimbledon venció en primera ronda al estadounidense Sam Querrey por sets de 7-6, 6-1 y 6-4, pero cae en segunda ronda ante el chileno Fernando González por sets de 4-6, 6-3, 6-4 y 7-6.

### 2008
En Roland Garros, Falla derrota al croata Ivo Karlović en primera ronda por sets de 3-6, 7-6, 7-6, 5-7 y 6-4, pero es eliminado en segunda ronda por Julien Benneteau por sets de 1-6, 7-6, 6-3, 6-7 y 6-0.

### 2009

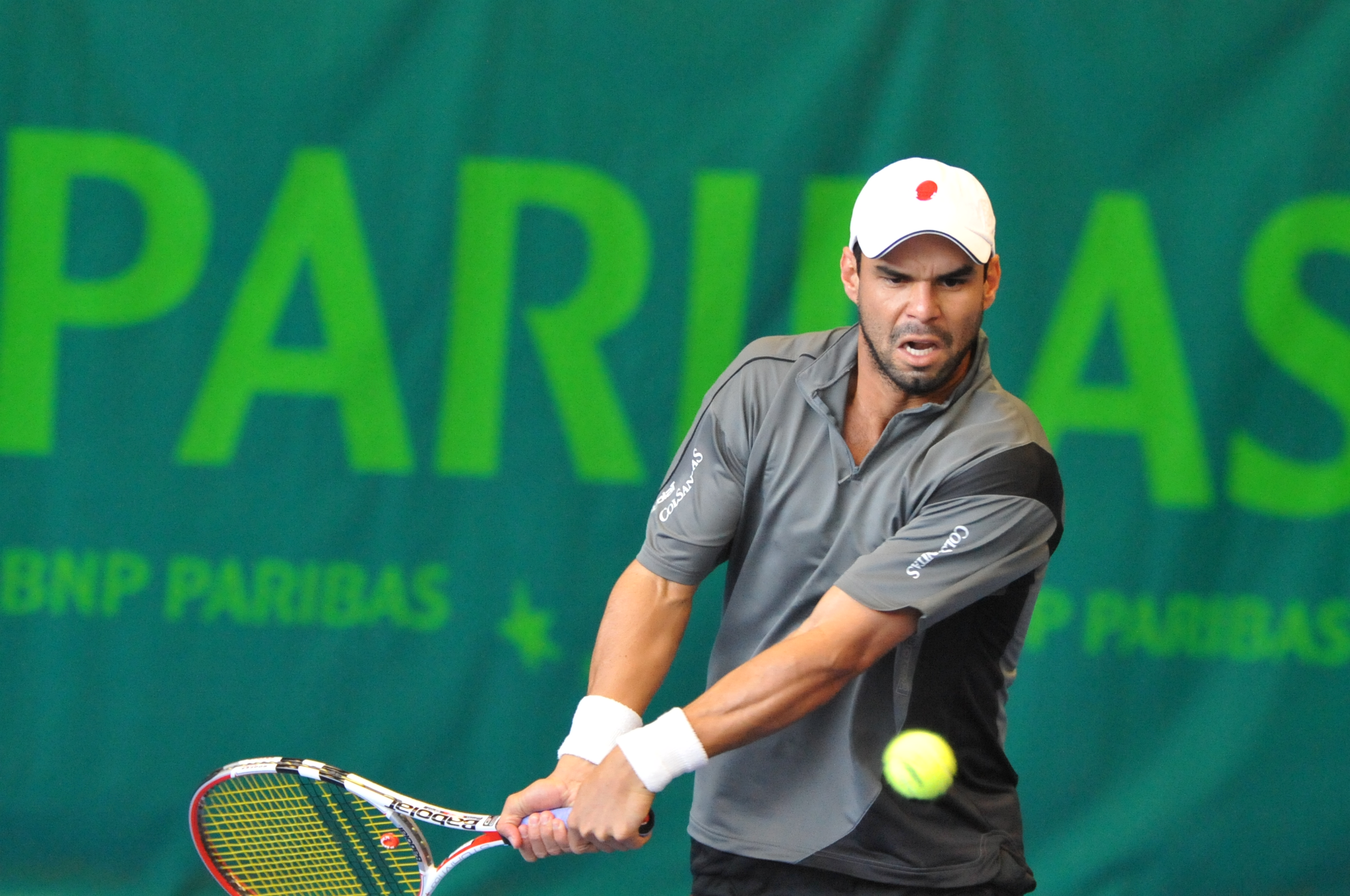
Alejandro Falla en 2009.

Empieza el año en el Torneo de Marsella donde pierde en la primera ronda de clasificación ante David Guez por 7-5, 6-7(5), 4-6 y ocurriría lo mismo en Roland Garros perdiendo por 6-4, 5-7, 1-6 contra el alemán Daniel Brands. En el Torneo de Queen's Club no clasifica al cuadro principal al perder 1-6, 2-6 contra Xavier Malisse. En Wimbledon sería derrotado por Radek Štěpánek en primera ronda, al igual que en su siguiente torneo: Newport. No clasificaría en Los Ángeles al perder con Dusan Vemic y en Washington sería eliminado en segunda ronda por el chileno Fernando González por doble 5-7.
En el Masters de Canadá perdería ante el Top-9, Gilles Simon en primera ronda y lo mismo ocurriría en el US Open. Ganaría el Challenger de Cali ante Horacio Zeballos por 6-3 y 6-4 y arrasaría en Rennes a Thierry Ascione por 6-3 y 6-2.
En Viena es eliminado en primera ronda por el gran tenista croata Marin Čilić, y no podría volverle a ganar a Davydenko en Valencia perdiendo considerablemente por 1-6 y 2-6.
Cerraría el año participando en París perdiendo contra John Isner en primera ronda por 6-4, 6-7(10), 5-7.

### 2010
Participa en el torneo de Brisbane International donde llega hasta segunda ronda, ya que cae ante el estadounidense Wayne Odesnik por 6-7, 6-2 y 6-1. En el Abierto de Australia supera al brasileño Marcos Daniel en primera ronda por sets corridos de 7-5, 6-3 y 6-1; posteriormente ganó el partido de segunda ronda por sets corridos de 6-4, 6-1, 6-3 frente a Marcel Granollers, para caer en tercera ronda con Nicolás Almagro por 6-4, 6-3, 6-4, siendo hasta el momento su mejor actuación en un torneo de Grand Slam.

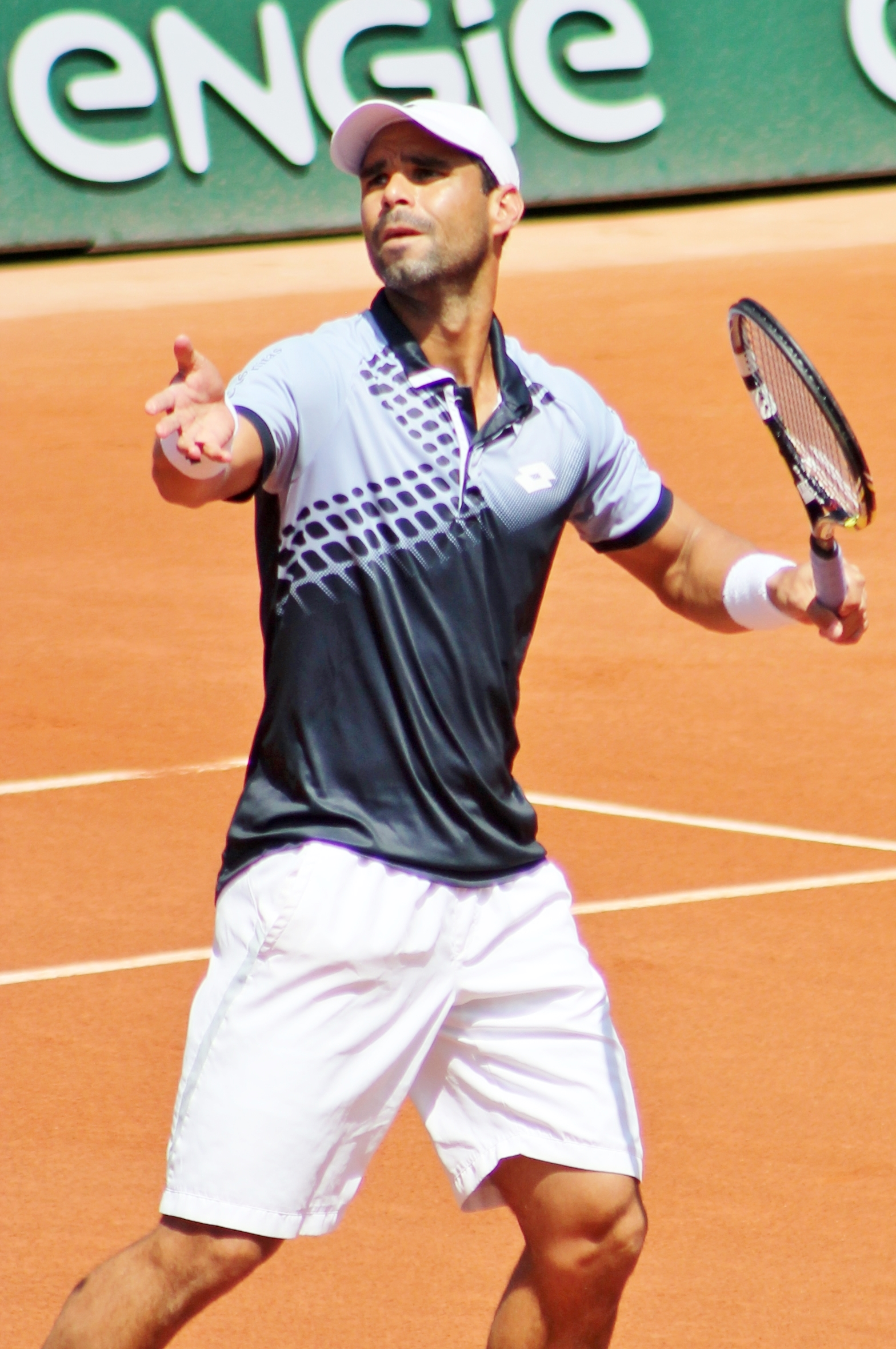
Alejandro Falla en el US Open 2010.

No puede disputar la fase de Copa Davis contra Canadá por lesión, dejando la capitanía a Santiago Giraldo.
En el Masters de Indian Wells pierde en 53 minutos contra el francés Florent Serra por un contundente 1-6 y 2-6 en primera ronda y en Miami pierde en segunda ronda contra Jurgen Melzer.
Llega hasta segunda ronda de Estoril, perdiendo contra el francés y ex-finalista del Australian Open, Arnaud Clement, por 3-6 y 4-6.
En Roland Garros derrota en primera ronda a Janko Tipsarević por 6-1, 6-2 y 6-3. En segunda ronda se enfrentaría al N.º 1 mundial, Roger Federer cayendo por 6-7, 2-6 y 4-6 que termina con una gran actuación, y en la temporada de hierba llegaría hasta segunda ronda en Halle, perdiendo de nuevo contra Roger Federer por 1-6 y 2-6. En 's-Hertogenbosch sobre hierba Alejandro derrota a en primera ronda a Florent Serra con parciales de 6-4 y 6-4 y en octavos de final derrota a Ivan Ljubičić con parciales 6-2 y 7-6, pero pierde en cuartos de final contra Xavier Malisse por 3-6, 6-3 y 3-6, acabándose el sueño de llegar a su primera semifinal de un torneo ATP.
En Wimbledon estuvo a un game de distancia de causarle una sensacional derrota al suizo Roger Federer, campeón defensor y con un total de 7 títulos en Wimbledon. Tras ganar los dos primeros sets por 6-4 y 7-5, Falla tuvo cuatro oportunidades de quiebre en el 4-4 del tercer sin poder concretarlas. En el cuarto set quebró de entrada el servicio del suizo. Federer conquistó el cuarto set en el tie-break y luego Falla perdió fácilmente el quinto set con un marcador de 6-4, 7-5, 4-6, 6-7(1), 0-6. En el ATP 500 de Washington le ganaría en primera ronda a Yen-Hsun Lu número 44 de la clasificación de la ATP con parciales
7-5, 6-1, en segunda ronda le ganaría al Australiano Lleyton Hewitt número 30 de la clasificación de la ATP con parciales de 7-5, 3-2, que se retiraría, y en tercera Ronda caería con el serbio Janko Tipsarević número 39 de la clasificación de la ATP con parciales 3-6, 4-6.
En el Masters de Canadá cae en 1r ronda al perder frente al argentino Juan Ignacio Chela con parciales 3-6 y 0-6.
En el Masters de Cincinnati Alejandro derrotaría al francés Gaël Monfils número 18 de la clasificación de la ATP en primera ronda con parciales de 6-3 y 6-4, para perder en segunda ronda con Philipp Kohlschreiber por 0-6, 6-1 y 3-6.

### 2011

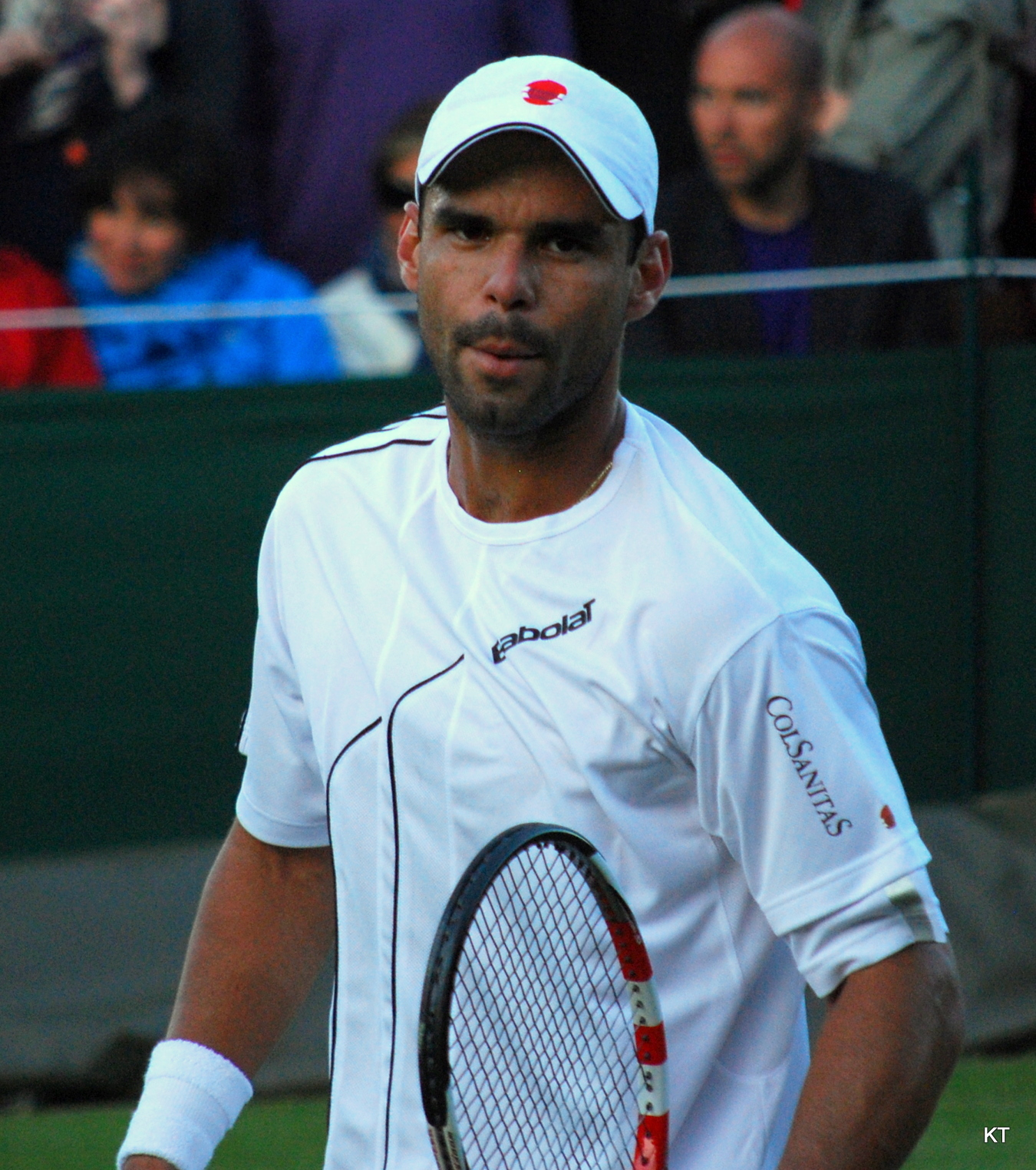
Falla en Wimbledon 2011.

En el Roland Garros pasaría la fase clasificatoria ganando sus tres partidos y así pasaría al cuadro principal y en primera ronda le gana a Potito Starace por 7-6, 6-1 y 6-1, en segunda ronda le ganaría al número 20 del mundo Florian Mayer con parciales 4-6, 7-6, 6-1 y 6-1, en tercera ronda le gana a Łukasz Kubot con parciales 6-7, 6-4, 7-5 y 6-4; en cuarta ronda (octavos de final) se enfrentará al Argentino Juan Ignacio Chela. En el torneo de Wimbledon, Falla pierde con parciales 6-3 6-7 2-6 2-6 contra Jurgen Melzer en primera ronda.

### 2012
En el Abierto de Australia vence en 1.ª ronda a Fabio Fognini 6-3, 6-2, 3-6, 6-1, avanzando a 2.ª ronda enfrentando al pre clasificado número 8 Mardy Fish ganándole en un gran partido 7-6, 6-3, 7-6. Clasificando a la 3.ª ronda del primer Grand Slam del año.
En Wimbledon en primera ronda se enfrentó al estadounidense número 10 del ranking mundial, John Isner derrotando con parciales 6-4, 6-7, 3-6, 7-6 y 7-5 en un duro partido de 3 horas y 12 minutos, avanzando a segunda ronda donde le ganó al francés Nicolas Mahut con parciales de 6-4, 6-3, 4-6, 4-6 y 7-5 avanzando por primera vez en su carrera a la tercera ronda de este torneo, pero cayó derrotado ante el uzbeko Denis Istomin, con parciales de 3-6 4-6 6-4 6-7 (5-7). En los Juegos Olímpicos de Londres 2012 se enfrentó al suizo Roger Federer pero cayó derrotado en la primera ronda con parciales de 3-6 7-5 3-6.

### 2013
En el Torneo de Brisbane le ganó en primera ronda a Jesse Levine por 6-1 y 7-6, pero en segunda ronda cae
6-7, 6-7 ante Gilles Simon. En el Torneo de Auckland le ganó en primera ronda a Grega Zemlja 6-4, 3-1 cuando Zemlja se retiró, pero en segunda ronda cae ante Philipp Kohlschreiber 6-7, 6-4 y 3-6.

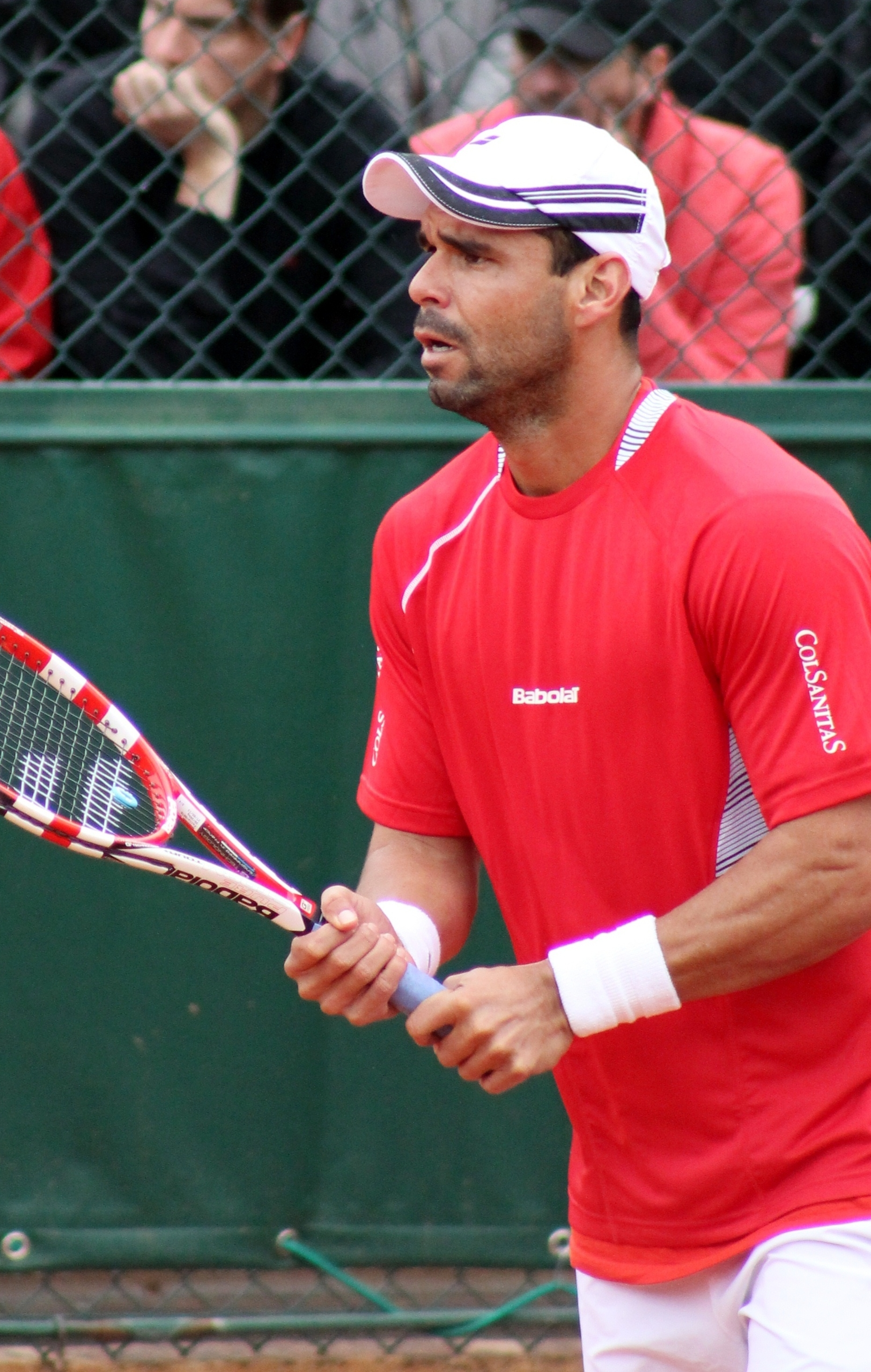
Alejandro Falla luchando una pelota en el 2013.

En el Australian Open Falla ganó la primera ronda ante Albert Montañés 6-2, 7-5 y 6-1, pero en segunda ronda cayó ante Richard Gasquet 3-6, 2-6 y 2-6. En el Torneo de San José le ganó 7-6 y 7-6 a Flavio Cipolla, en segunda ronda le ganó a Marinko Matosevic 6-4 y 6-4, pero en cuartos de final perdió ante Sam Querrey 3-6, 6-4 y 7-5. En el Torneo de Memphis hizo una actuación muy discreta al perder 3-6 y 3-6 ante Sam Querrey. En el Masters de Indian Wells perdió en primera ronda 6-7 y 2-6 ante Bjorn Phau. En el Challenger de Dallas ganó ante Gilles Müller 6-4 y 7-5, pero en segunda ronda perdió 3-6 y 1-6 ante Olivier Rochus.
En el Masters de Miami ganó 7-5 y 6-1 ante el japonés Go Soeda, en segunda ronda ganó 6-3 y 7-6 a Fernando Verdasco, pero en tercera ronda cayó 6-2,6-7 y 4-6 ante el checo Tomáš Berdych. En el Torneo de Barcelona perdió en primera ronda ante Blaz Kavcic 3-6 y 0-6 haciendo una de las peores actuaciones en el torneo.En el Torneo de Portugal ganó en primera ronda ante Andrey Kuznetsov 7-5 y 6-4 pero perdió en segunda ronda ante Andreas Seppi 4-6 y 0-6. Él jugó la clasificación para el Masters de Madrid perdiendo en la primera ronda de clasificación 1-6, 7-6 y 3-6 ante el brasileño Joao Souza. En el Torneo de Niza perdió ante Édouard Roger-Vasselin 5-7 y 0-0 cuando se retiró del partido y por ende del torneo.

En el Roland Garros perdió ante Grigor Dimitrov 4-6 y 0-1 cuando nuevamente se retira.En el Wimbledon perdió 3-6, 6-7 y 5-7 ante Stéphane Robert. En el Torneo de Bogotá ganó 6-1, 3-6 y 6-1 ante Xavier Malisse en segunda ronda ganó 7-6 y 6-1 ante Matthew Ebden, en cuartos de final ganó 3-6, 6-2 y 6-3 ante el número 9 del mundo Janko Tipsaveric, después ganó en semifinales ante Vasek Pospisil 6-7, 6-3 y 6-4 y jugó la final con Ivo Karlović perdiendo 3-6 y 6-7. En el Torneo de Atlanta perdió en primera ronda con Christian Harrison 1-6, 7-6 y 2-6. Terminando el año en el Torneo de Washington pierde en primera ronda con Luckas Lacko 6-1, 4-6 y 4-6.

### 2014
En el 2014 en el Torneo de Halle 2014, Falla se recuperó para vencer al campeón del 2011 Philipp Kohlschreiber 5-7, 7-6 (5), 6-4 para convertirse en el primer colombiano en llegar a la final de un torneo sobre césped. La final la perdería en dos sets de 7-6 con el campeón y "mejor de todos los tiempos Roger Federer.

## Participaciones en Grand Slam
| Torneo                      | 2004 | 2005 | 2006 | 2007 | 2008 | 2009 | 2010 | 2011 | 2012 | 2013 | 2014 | 2015 | 2016 | 2017 | G-P  | Títulos |
| --------------------------- | ---- | ---- | ---- | ---- | ---- | ---- | ---- | ---- | ---- | ---- | ---- | ---- | ---- | ---- | ---- | ------- |
| Torneos de Grand Slam       |      |      |      |      |      |      |      |      |      |      |      |      |      |      |      |         |
| Australian Open             | A    | A    | A    | LQ   | 2R   | A    | 3R   | 1R   | 3R   | 2R   | 2R   | 1R   | A    | A    | 7–7  | 0       |
| Roland Garros               | 2R   | A    | 2R   | 1R   | 2R   | A    | 2R   | 4R   | 1R   | 1R   | 1R   | 1R   | A    | A    | 7–10 | 0       |
| Wimbledon                   | 2R   | A    | 2R   | 2R   | 1R   | 1R   | 1R   | 1R   | 3R   | 1R   | 1R   | 1R   | A    | A    | 5–11 | 0       |
| US Open                     | A    | A    | 2R   | A    | A    | 1R   | 1R   | 2R   | 1R   | A    | 1R   | A    | A    | A    | 2–6  | 0       |
| ATP World Tour Masters 1000 |      |      |      |      |      |      |      |      |      |      |      |      |      |      |      |         |
| Indian Wells                | A    | A    | A    | A    | A    | A    | 1R   | A    | 1R   | 1R   | 3R   | A    | A    | A    | 2-4  | 0       |
| Miami                       | A    | A    | A    | 3R   | A    | A    | 2R   | A    | 2R   | 3R   | 1R   | 3R   | A    | A    | 8-6  | 0       |
| Montecarlo                  | A    | A    | A    | A    | A    | A    | A    | A    | A    | A    | A    | A    | A    | A    | 0-0  | 0       |
| Madrid                      | A    | A    | 1R   | 1R   | A    | A    | A    | 1R   | 2R   | A    | A    | 1R   | A    | A    | 1-5  | 0       |
| Roma                        | A    | A    | A    | A    | A    | A    | A    | A    | A    | A    | 1R   | A    | A    | A    | 0-1  | 0       |
| Canadá                      | A    | A    | 1R   | 1R   | A    | 2R   | 1R   | 1R   | A    | A    | 1R   | A    | A    | A    | 1-6  | 0       |
| Cincinnati                  | A    | A    | A    | 1R   | A    | A    | 2R   | A    | 1R   | A    | 1R   | A    | A    | A    | 1-4  | 0       |
| Shanghái                    | A    | A    | A    | A    | A    | A    | A    | A    | 1R   | 1R   | A    | A    | A    | A    | 0-2  | 0       |
| París                       | A    | A    | A    | A    | A    | 1R   | A    | A    | 2R   | A    | A    | A    | A    | A    | 1-2  | 0       |

### Participación en dobles
| Torneos Grand Slam |    |   |    |    |    |   |   |   |     |   |
| Australian Open    | 1R | A | 1R | 1R | A  | A | A | A | 0-3 | 0 |
| Roland Garros      | 1R | A | 1R | A  | 2R | A | A | A | 1-3 | 0 |
| Wimbledon          | 1R | A | A  | A  | 1R | A | A | A | 0-2 | 0 |
| US Open            | 1R | A | A  | A  | 1R | A | A | A | 0-2 | 0 |

## Títulos; 11 (11 + 0)
| Leyenda                        | Individuales | Dobles |
| ------------------------------ | ------------ | ------ |
| Grand Slam (tenis)\|Grand Slam | 0            | 0      |
| ATP World Tour Finals          | 0            | 0      |
| ATP World Tour Masters 1000    | 0            | 0      |
| ATP World Tour 500 Series      | 0            | 0      |
| ATP World Tour 250 Series      | 0            | 0      |
| ATP Challenger Series          | 11           | 0      |

### Individuales

#### Títulos
| N.º | Fecha      | Torneo                     | Superficie    | Oponente en la final | Resultado   |
| --- | ---------- | -------------------------- | ------------- | -------------------- | ----------- |
| 1.  | 08.03.2004 | Challenger de Bogotá (1)   | Tierra batida | Adrián García        | 4–6 6–1 6–2 |
| 2.  | 29.03.2004 | Challenger de Salinas      | Dura          | Gilles Müller        | 6–7 6–2 6–2 |
| 3.  | 24.04.2006 | Challenger de Bogotá (2)   | Tierra batida | André Sá             | 6–4 6–2     |
| 4.  | 27.04.2009 | Challenger de Pereira      | Tierra batida | Horacio Zeballos     | 6–4 4-6 6-2 |
| 5.  | 14.09.2009 | Challenger de Cali         | Tierra batida | Horacio Zeballos     | 6-3 6-4     |
| 6.  | 12.10.2009 | Challenger de Rennes       | Dura (i)      | Thierry Ascione      | 6-3 6-2     |
| 7.  | 25.09.2011 | Challenger de Cali         | Tierra batida | Eduardo Schwank      | 6-3 6-4     |
| 8.  | 01.04.2012 | Challenger de Barranquilla | Tierra batida | Horacio Zeballos     | 6-4 6-1     |
| 9.  | 16.07.2012 | Challenger de Bogotá (3)   | Tierra batida | Santiago Giraldo     | 7-5 6-3     |
| 10. | 04.01.2014 | Challenger de Numea        | Dura          | Steven Diez          | 6–2, 6–2    |
| 11. | 26.01.2014 | Challenger de Bucaramanga  | Tierra batida | Paolo Lorenzi        | 7-5 6-1     |

#### Finalista
| N.º | Fecha      | Torneo           | Superficie | Oponente en la final | Resultado  |
| --- | ---------- | ---------------- | ---------- | -------------------- | ---------- |
| 1.  | 21.07.2013 | Torneo de Bogotá | Dura       | Ivo Karlović         | 3-6, 6-74  |
| 2.  | 15.06.2014 | Torneo de Halle  | Hierba     | Roger Federer        | 6-72, 6-73 |

### Dobles

#### Finalista
| N.º | Fecha      | Torneo             | Superficie | Pareja         | Oponentes en la final   | Resultado      |
| --- | ---------- | ------------------ | ---------- | -------------- | ----------------------- | -------------- |
| 1.  | 13.02.2011 | Torneo de San José | Dura       | Xavier Malisse | Scott Lipsky Rajeev Ram | 6-4, 4-6, 10-8 |